# Tephrochlamys rufiventris

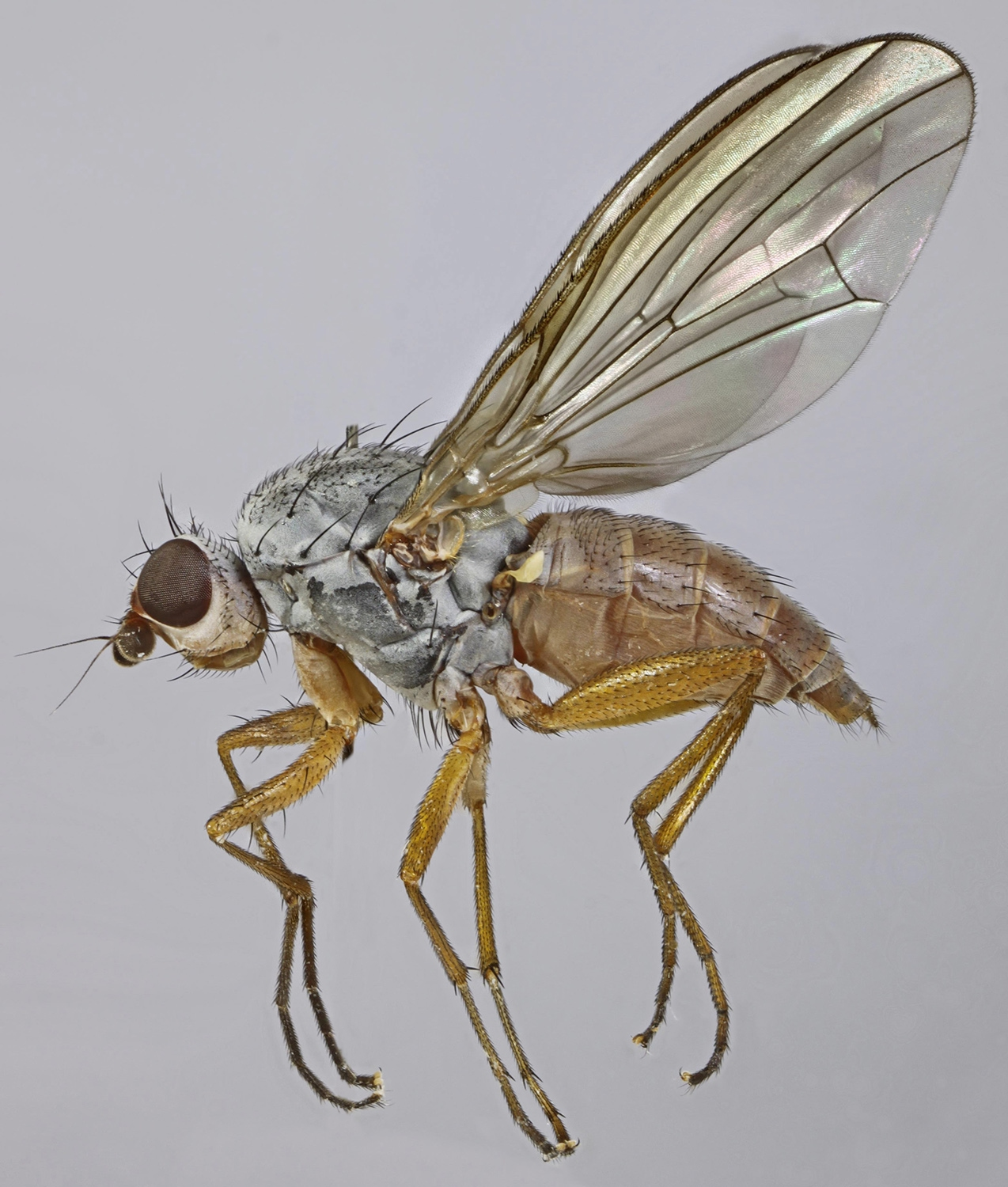
Präparat, Seitenansicht

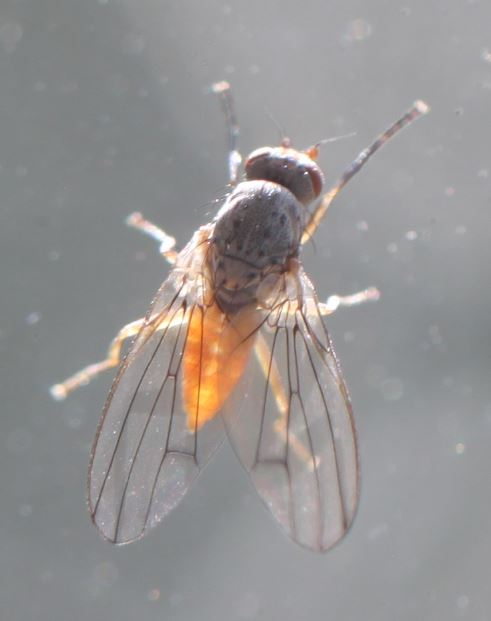
Ansicht der Flügel

Tephrochlamys rufiventris ist eine Fliege aus der Familie der Scheufliegen (Heleomyzidae). Das Art-Epitheton rufiventris kommt aus dem Lateinischen und bedeutet „mit rotem Hinterleib“.

## Merkmale
Die 4,5–6 mm großen Fliegen haben einen grauen Thorax sowie einen gelbroten nach hinten spitz zulaufenden Hinterleib. Die roten Facettenaugen befinden sich an den Seiten des Kopfes. Dazwischen, auf der Frons, befindet sich oberhalb der Fühler ein oranges Feld. Die Fühler sind gelbrot gefärbt. Über den Thorax verlaufen mehrere Reihen mit Borsten. An der Spitze des Scutellums befindet sich ein kleiner gelber Fleck. Die Beine sind überwiegend gelbbraun gefärbt. Die vorderen Femora sowie die Tarsen sind zum Teil verdunkelt. Das mittlere Beinpaar hat einen gut entwickelten Sporn am apikalen Ende der Tibien. Die transparenten Flügel sind mit einer dunkelbraunen Flügeladerung mit zwei Queradern durchzogen. Entlang dem Flügelvorderrand verläuft eine Dornenleiste.

## Ähnliche Arten
Die beiden verwandten Arten T. flavipes und T. tarsalis sehen Tephrochlamys rufiventris sehr ähnlich, besitzen jedoch eine andere Lebensweise.

## Verbreitung
Tephrochlamys rufiventris ist in Europa weit verbreitet. Ihr Vorkommen reicht von Fennoskandinavien und den Britischen Inseln im Norden bis nach Nordafrika im Süden sowie in den Nahen Osten. In der Nearktis ist die Art ebenfalls vertreten. Dort reicht ihr Vorkommen im Norden von Alaska bis nach Neufundland, im Süden von Kalifornien bis nach North Carolina.

## Lebensweise
Die Fliegen beobachtet man fast das ganze Jahr über. Die Larven und Puppen findet man häufig in Bauten von Säugetieren und in Vogelnestern. Die Larven ernähren sich offenbar von Kadavern und Exkrementen. Man hat die Larven aber auch an faulenden Kartoffeln gefunden.

## Taxonomie
In der Literatur finden sich folgende Synonyme:
- Helomyza canescens Meigen, 1830
- Helomyza rufiventris Meigen, 1830
- Tephrochlamys canescens (Meigen, 1830)

## Bilder

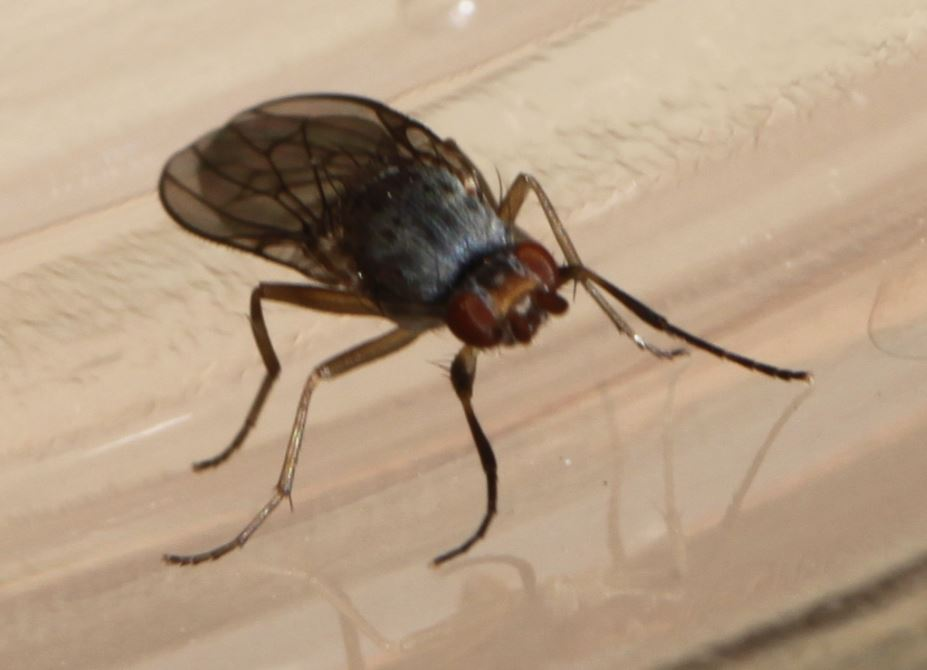
Frontansicht
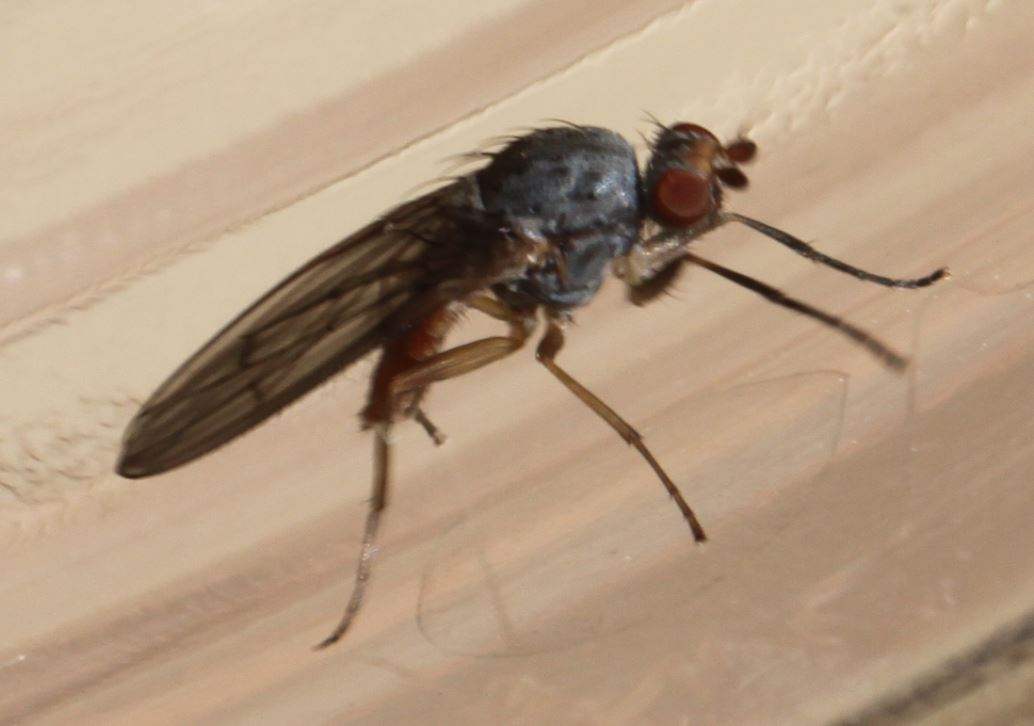
Seitenansicht
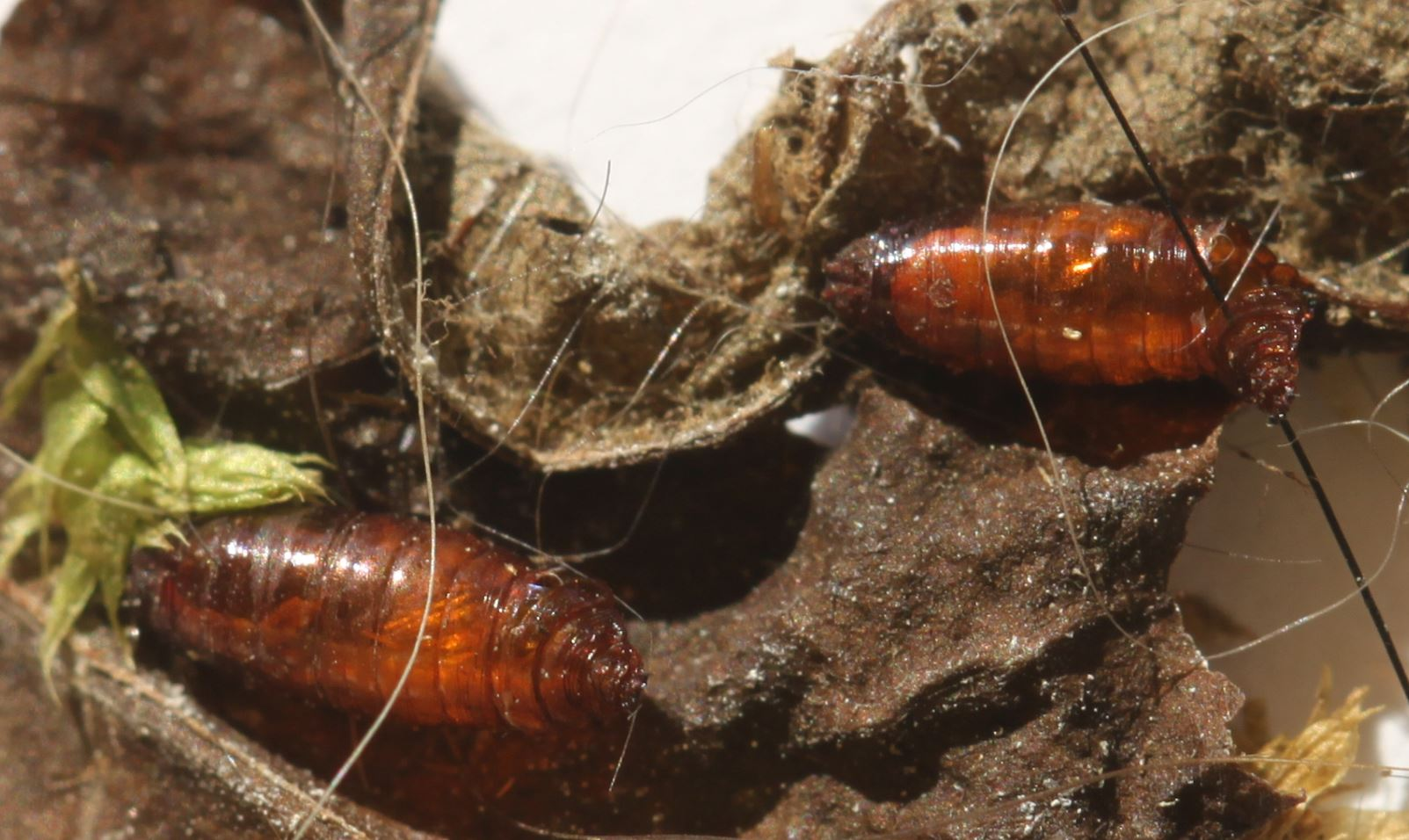
Puppen im Nistmaterial
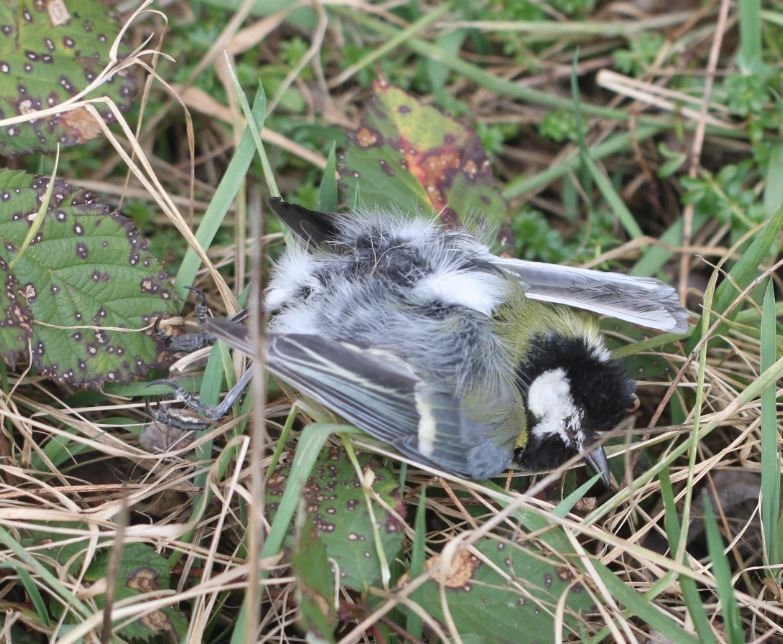
Tote Kohlmeise, möglicherweise der Wirt der Fliegenlarven